# Kościół Matki Bożej Szkaplerznej w Świętajnie
Kościół Matki Bożej Szkaplerznej – rzymskokatolicki kościół parafialny należący do dekanatu Olecko – Niepokalanego Poczęcia Najświętszej Maryi Panny diecezji ełckiej.
Obecna świątynia została wybudowana w latach 1802-1807 przez protestantów. Po zakończeniu II wojny światowej została przejęta przez katolików. W kwietniu 1946 roku budowla została poświęcona zapewne przez proboszcza parafii w Olecku, księdza Jana Tomaszewskiego. W 1947 roku przy świątyni została utworzona samodzielna placówka duszpasterska, a jej pierwszym administratorem został mianowany ksiądz Feliks Mieszkis. W 1962 roku biskup warmiński Tomasz Wilczyński erygował przy kościele parafię.